# Khwaja Du Koh (distrikt)
Khwaja Du Koh, eller Khwaja Dukoh, är ett distrikt i Afghanistan. Det ligger i provinsen Jowzjan, i den norra delen av landet, 400 kilometer nordväst om huvudstaden Kabul. Administrativ huvudort är Khwaja Du Koh.
Distriktet beräknades år 2022 ha cirka 32 000 invånare.